# Hoffmannia nebulosa
Hoffmannia nebulosa är en måreväxtart som beskrevs av Paul Carpenter Standley. Hoffmannia nebulosa ingår i släktet Hoffmannia och familjen måreväxter.
Artens utbredningsområde är Honduras. Inga underarter finns listade i Catalogue of Life.